# Władysław Kossak
Władysław Sylwester Kossak (ur. 1828 w Nowym Wiśniczu, zm. w 1918 w Melbourne) – pochodzący ze słynnego rodu Kossaków. Brat Juliusza i Leona. Powstaniec, emigrant w Australii.

## Życiorys
Był najmłodszym synem Michała i Antoniny z Sobolewskich. W 1845 rozpoczął studia na Uniwersytecie Lwowskim, naukę przerwał w 1848 i udał się razem z bratem Leonem na Węgry, gdzie wzięli udział w powstaniu. Walczył jako podporucznik w I pułku ułanów w polskim legionie gen. Józefa Wysockiego. Po upadku powstania przedostał się do Turcji, gdzie był internowany w obozie Widyniu, a później w Kutahyi. W 1850 opuścił Turcję, po pobycie na Malcie udał się do Anglii. W 1852 popłynął razem z przyjacielem Leopoldem Kabatem do Australii, gdzie zajmowali się bez powodzenia poszukiwaniem złota. Następnie wstąpił do angielskiej policji konnej kolonii Wiktoria, uzyskał stopień porucznika. Wziął udział w tłumieniu buntu górników. 3 grudnia 1854 w mieście Ballarat w Australii stoczono potyczkę o Eureka Stockade, pomiędzy górnikami a siłami policji i wojska. Władysław dowodził w czasie rebelii szarżą policyjnej kawalerii. Bitwa była krótka i nierówna, zginęło 22 górników i 6 policjantów.
W marcu 1863 na wieść o wybuchu powstania styczniowego wziął roczny urlop, w czerwcu wypłynął do Europy, a do Polski dotarł w końcu lata. Wziął udział w walkach w czasie kampanii zimowej gen. Heydenreicha-Kruka.
Po upadku powstania wyjechał do Anglii, gdzie w 1865 wziął ślub z Elizą Scott, z którą miał trzy córki: Marcelinę, Jane i Ludwinę. W 1874 wyjechał z rodziną do Australii, osiedlili się w Brighton. Tym razem wiodło mu się zdecydowanie gorzej, jako były rebeliant przeciw zaprzyjaźnionemu mocarstwu nie mógł wrócić do pracy w policji. Imał się różnych zajęć m.in. był dróżnikiem kolejowym (1881). Rozwiódł się i ożenił ponownie, jego drugą żoną była Polka Maria Stelaska (Stolarska). W małżeństwie urodziły się trzy córki oraz syn Tadeusz. W 1893 po śmierci żony udał do zachodniej Australii, gdzie zajmował się poszukiwaniem złota. W 1914 jako 86-latek porzucił to zajęcie i wrócił do Melbourne, zmarł w lipcu 1918 kilka miesięcy przed odzyskaniem przez Polskę niepodległości. Został pochowany 12 lipca 1918 na cmentarzu Springvale.